# Fred K. Prieberg
Fred K. Prieberg (* 3. Juni 1928 in Berlin; † 28. März 2010 in Neuried-Ichenheim) war ein deutscher Musikwissenschaftler.

## Leben und Werk
Fred K. Prieberg studierte Musikwissenschaft, Kunstgeschichte und Psychologie in Freiburg im Breisgau. Er arbeitete ab 1953 als freier Mitarbeiter (Musikkritiker, redaktionelle Tätigkeit) beim Südwestfunk. Er produzierte Beiträge für viele Rundfunkanstalten in Deutschland und verfasste auch zahlreiche Aufsätze und Bücher über Musikpolitik und Neue Musik. Sein besonderes Interesse galt zunächst dem Thema „Musik und Maschine“, bzw. der Elektronischen Musik. Dann befasste er sich lexikographisch mit der Neuen Musik aus der DDR, der UdSSR, Polen, Ungarn, Schweden und Italien, bevor er sich schließlich ganz auf die Wechselwirkung „Musik und Macht“, insbesondere die der nationalsozialistischen Diktatur konzentrierte. Er lebte mehrere Jahre zurückgezogen in den Vogesen; kurz vor seinem Tod zog er zurück ins Badische.
1958 erschien sein Lexikon der neuen Musik, das als umfassendes Personenlexikon für die zeitgenössische Musik des 20. Jahrhunderts mit einer Fülle an Werkbesprechungen, Quellen-Zitaten und Biographien zum Standardwerk wurde.
Das 1982 veröffentlichte, umfangreiche Taschenbuch Musik im NS-Staat war die erste systematische Darstellung zur Geschichte und Organisation der Musik im Nationalsozialismus. Es gab den Anstoß zu weiteren musikwissenschaftlichen Forschungen auf dem bis dahin tabuisierten Thema. Der Autor widmete es Joseph Wulf, der mit seinem Werk Musik im Dritten Reich (1963) als erster an dieses Thema herangegangen war.
Mit Kraftprobe. Wilhelm Furtwängler im Dritten Reich (1986) zeigt Prieberg den Dirigenten Furtwängler und seine Rolle im „Dritten Reich“ und legt gegenüber den verbreiteten (Vor-)Urteilen einen eigenen, kritischen Standpunkt dar. Mit der seine Arbeiten auszeichnenden Genauigkeit ist dieses Werk bis heute meinungsbildend geblieben.
In Musik und Macht (1991) stellt er Gebrauch und Missbrauch der Musik für Staats- und Parteiinteressen dar.
Ab 1951 trug er in einer über vier Jahrzehnte hinweg dauernden Arbeit ein umfangreiches Privatarchiv zur Musik des 20. Jahrhunderts zusammen. Seit 2005 wird sein Archiv vom Musikwissenschaftlichen Institut der Christian-Albrechts-Universität zu Kiel verwaltet. Es umfasst eine auf 50 Regalmeter untergebrachte Bibliothek mit zirka 1500 Bänden, 800 Tonträgern und 120 Aktenordnern mit biographischem Material zu Musikern, originaler Korrespondenz und Dokumentkopien aus Archiven des In- und Auslands. Unter den Unterlagen befinden sich auch die zirka 2200 Karteikarten von Musikern aus der NSDAP-Mitgliederkartei, die Prieberg zusammengetragen hat.
Prieberg veröffentlichte die Auswertung seines Privatarchivs unter dem Titel Handbuch Deutsche Musiker 1933–1945 im Eigenverlag als elektronische Ressource auf einer CD-ROM als PDF-Datei. Es enthält auf 9570 Seiten circa 5.000 Personenartikel mit Kurzbiographien (auch zu wichtigen Institutionen, Funktionären und Politikern), Behördenkorrespondenzen, politische Gutachten und Zeitschriftenartikel, sowie rund 10.000 verzeichnete Werktitel aus dem Repertoire politisch angewandter Musik, Partituren, Liedanthologien, Tonaufnahmen im Deutschen Rundfunkarchiv sowie im Anhang das Archiv-Inventar Deutsche Musik 1933–1945.

## Auszeichnung
Am 24. April 2008 erhielt Prieberg in der Kategorie „Förderungen“ den Sonderpreis der Ernst von Siemens Musikstiftung. Aus der Begründung:

„Seit Mitte der fünfziger Jahre gehört Fred K. Prieberg zu den weltweit seriösesten und eigenständigsten Musikpublizisten. Die Entwicklung der Neuen Musik nach dem Krieg fand in ihm einen ebenso versierten Berichterstatter wie später das aktuelle Musikleben der Sowjetunion, der DDR und Schwedens. Die wichtigsten Arbeiten Priebergs handeln vom Musikleben in Hitler-Deutschland und vom Verhältnis des Musikschaffens zu totalitären Systemen. Die Stiftung verleiht Ihm einen Sonderpreis für sein Lebenswerk als wissenschaftliches Stipendium.“

## Zitate
eigene

„Es gab keine Stunde Null. Das ist eine Erfindung gewisser Historiker. Es ging alles so weiter wie bisher, nur mit mehr oder weniger ausgeprägter Tarnung. Ein gutes Beispiel ist Karajans Lüge über seinen Parteieintritt.“

„Die Abwesenheit von Menschen bedeutet das größte Maß an Freiheit.“

„Die sogenannte ‚neue’ Rechtschreibung widerspricht der Bildung und der Neigung des Autors, weil sie von ‚Reformern’ ohne Gehör erfunden und von unzuständigen und unfähigen Kultusministern per Dekret von oben verordnet ist und man Anfängen wehren muß, sonst kommt es dahin, daß der Staat abermals auch musikalische Textfassung bestimmt. Ein Kotau vor dem Ausland oder den inländischen Legasthenikern, typisch deutsch, erübrigt sich.“

anderer

„Wer sich mit der Rolle der Musik im nationalsozialistischen Deutschland befasst, kommt um die einschlägigen Publikationen von Fred K. Prieberg nicht herum.“

„Noch viele Generationen werden an seinem Handbuch nicht vorbeikommen, es sicher nicht übertreffen, höchstens ergänzen.“

## Werke

### Selbständige Veröffentlichungen
- Musik unterm Strich. Panorama der neuen Musik. Alber, Freiburg im Breisgau/München 1956, DNB 453849091.
- Musik des technischen Zeitalters. Atlantis, Zürich 1956.
- Lexikon der neuen Musik. Alber, Freiburg im Breisgau/München 1958; Neuauflage 1982, ISBN 3-495-47065-4.
- Musica ex machina. Über das Verhältnis von Musik und Technik. Ullstein, Berlin 1960.
  - Musica ex Machina. (Übersetzung ins Italienische: Paola Tonini). Einaudi, Turin 1963.
- Musik in der Sowjetunion. Verlag für Wissenschaft und Politik, Köln 1965.
- Musik im anderen Deutschland. Verlag für Wissenschaft und Politik, Köln 1968.
- Musik und Musikpolitik in Schweden. Herrenberg, Döring 1976.
- EM – Versuch einer Bilanz der elektronischen Musik. Rohrdorfer Musikverlag, Rohrdorf 1980, ISBN 3-922438-15-6.
- Musik im NS-Staat. Fischer Taschenbuch Verlag, Frankfurt/M. 1982, ISBN 3-596-26901-6.
Neuauflage: Dittrich, Köln 2000, ISBN 3-920862-66-X.
- Kraftprobe. Wilhelm Furtwängler im Dritten Reich. Brockhaus, Wiesbaden 1986, ISBN 3-7653-0370-4.
  - Trial of strength. Wilhelm Furtwängler and the Third Reich. (Übersetzung ins Englische: Christopher Dolan). Verlag Quartet Books, London 1991, ISBN 0-7043-2790-2. / Verlag Northeastern University Press, Boston 1994, ISBN 1-55553-196-2.
- Musik und Macht. Fischer Taschenbuch Verlag, Frankfurt am Main 1991, ISBN 3-596-10954-X.
- Mißbrauchte Tonkunst. Musik als Machtmedium. dtv, München 1991, ISBN 3-423-04556-6.
- Der Komponist Hans Schaeuble: daß ich nicht vertreten bin…; ein biographischer Essay. Mit einem Werkverzeichnis von Chris Walton. Hrsg. von der Hans-Schaeuble-Stiftung. Amadeus, Winterthur 2002, ISBN 3-905049-88-9
- Handbuch Deutsche Musiker 1933–1945. PDF auf CD-ROM. Kiel 2004. (2. Edition, Kiel 2009, online)
Archiv-Inventar Deutsche Musik 1933–1945. (Auskopplung aus dem Handbuch). PDF auf CD-ROM, Kiel 2004. (2. Edition, Kiel 2009, Digitalisat im Internet Archive)

### Auswahl weiterer Veröffentlichungen
- Es gibt keine „neue“ Musik. In: Melos. Zeitschrift für zeitgenössische Musik. Schott, Mainz 1954, S. 310 ff.
- Honeggers elektronisches Experiment. In: Melos. Zeitschrift für zeitgenössische Musik. Schott, Mainz 1956, S. 20ff.
- Die Emanzipation des Geräusches. In: Melos. Zeitschrift für zeitgenössische Musik.  Schott, Mainz 1957, S. 9ff.
- Musikbücher. In: Melos. Zeitschrift für zeitgenössische Musik.  Schott, Mainz 1958, S. 91ff.
- Der musikalische Futurismus. In: Melos. Zeitschrift für zeitgenössische Musik.  Schott, Mainz 1958, S. 124ff.
- Italiens elektronische Musik. In: Melos. Zeitschrift für zeitgenössische Musik.  Schott, Mainz 1958, S. 194ff.
- Besuch in Polen. In: Melos. Zeitschrift für zeitgenössische Musik.  Schott, Mainz 1959, S. 43ff.
- Blick auf die Neue Musik mit Zeittafel der Neuen Musik. In: Prisma der gegenwärtigen Musik. Tendenzen und Probleme des zeitgenössischen Schaffens. Hrsg. von Joachim E. Berendt und Jürgen Uhde. Furche, Hamburg 1959.
- García Lorca in der Neuen Musik. In: Melos. Zeitschrift für zeitgenössische Musik. Schott, Mainz 1960, S. 331ff.
- Kunst und staatliche Kontrolle. Beitrag zu einer Diskussion. In: Deutsche Rundschau (Hrsg. v. Jürgen und Peter Pechel). Verlag Deutsche Rundschau, Baden-Baden 1962, 88. Jg., H. 11. November 1962.
- Elektronische Musik aus Lochstreifen. In: Melos. Zeitschrift für zeitgenössische Musik. Schott, Mainz 1964, Heft 4, S. 118ff.
- Der junge Schönberg und seine Kritiker. In: Melos. Zeitschrift für zeitgenössische Musik. Schott, Mainz 1964, S. 264ff.
- Imaginäres Gespräch mit Luciano Berio. In: Melos. Zeitschrift für zeitgenössische Musik. Schott, Mainz 1965, S. 158ff.
- Musik als sozialpolitische Erscheinung. Beispiel Schweden. In: Melos. Zeitschrift für zeitgenössische Musik. Schott, Mainz 1972, S. 334ff.
- Zwanzig Fragen an Milko Kelemen. In: Melos. Zeitschrift für zeitgenössische Musik. Schott, Mainz 1974, S. 65ff.
- Schweden – Muster oder Monster des Musiklebens? In: Melos/Neue Zeitschrift für Musik. Schott, Mainz 1977, Heft 2, S. 123ff.
- Die Rolle des Musikschaffenden im NS-Staat. In: Aspekte der Musik im NS-Staat. Hrsg. vom AStA der Staatlichen Hochschule für Musik Rheinland (S. Kames und M. Pannes; als Manuskript vervielfältigt), Köln 1984.
- Nach dem „Endsieg“ oder Musik-Mimikry. In: Hanns-Werner Heister, Hans-Günter Klein: Musik und Musikpolitik im faschistischen Deutschland. Fischer Taschenbuch Verlag, Frankfurt/M. 1984, ISBN 3-596-26902-4.
- Vorwort und Anmerkungen zu: Berta Geissmar: Musik im Schatten der Politik. Erinnerungen. Atlantis, Zürich 1985, 4. Auflage, ISBN 3-254-00120-6,
sowie zur Neuauflage unter dem Titel: Taktstock und Schaftstiefel. Erinnerungen an Wilhelm Furtwängler. Dittrich, Köln 2000, ISBN 3-920862-10-4.

### Übersetzungen aus dem Englischen bzw. Amerikanischen
- Erle Stanley Gardner: Hubschrauber, Höhlen, Hindernisse: Flug zu den geheimnisvollen Schluchten Kaliforniens. Ullstein, Berlin 1962.
- Joy Adamson: Für immer frei. Ullstein, Berlin 1964.
- Lawrence Langner: Vom Sinn und Unsinn der Kleidung. Mit einem Vorwort von Hans Habe. Ullstein 1964.
- John Fairchild: Magier, Meister und Modelle. Modeschöpfer und Mode-Idole von heute. Lorch, Frankfurt/M. 1967.

### Besprechungen und Berichte
- Besprechung von Musik im NS-Staat. In: Der Spiegel. 15. Februar 1982.
- Carl Dahlhaus: Besprechung von Kraftprobe. Wilhelm Furtwängler im Dritten Reich. In: Die Zeit. 7. November 1986.
- Tilman Jens über Fred K. Prieberg. Kulturzeit, 3sat am 9. März 2005.
- Peter Brixius: Entdeckungsreise in unbewältigte Vergangenheit. Fred K. Priebergs „Handbuch Deutscher Musiker 1933–1945“. In: neue musikzeitung. April 2005, S. 45.
- Thomas Schinköth: Das Lebenswerk eines Eremiten: Fred K. Prieberg und sein Handbuch Deutsche Musiker 1933-1945. In: Gewandhaus-Magazin. Nr. 47, Sommer 2005 (PDF-Dokument; 38 kB).
- Albrecht Dümling: Plädoyer für unerbittliche Genauigkeit. Konsequenzen der Prieberg-Dokumentation für die Musikforschung (Memento vom 15. November 2005 im Internet Archive). In: neue musikzeitung. September 2005, S. 7.
- Musikforscher Prieberg vermacht sein Archiv der Kieler Universität. Pressemeldung der Christian-Albrechts-Universität zu Kiel vom 21. Oktober 2005.
- Jens Malte Fischer: Fred K. Prieberg weiß alles über Musiker im Dritten Reich. In: Die Welt. 12. August 2006.